# Guilty Gear Petit 2
Guilty Gear Petit 2 (ギルティギア プチ２, Giruti Gia Puchi Tsū) é a sequência de Guilty Gear Petit e foi lançado 8 meses após o lançamento deste primeiro. Guilty Gear Petit 2 é um jogo de luta 2D com personagens da série Guilty Gear em versões super deformadas deles mesmos. O jogo foi lançado somente no Japão para WonderSwan Color em 27 de setembro, 2001.[carece de fontes?]

## Personagens
O jogo possui 13 personagens normais e 6 secretos (Testament, Venom e os quatro personagens "Golden")
| Personagens jogáveis | Guilty Gear Petit | Guilty Gear Petit 2 |
| -------------------- | ----------------- | ------------------- |
| Anji Mito            | Não               | Sim                 |
| Axl Low              | Não               | Sim                 |
| Chipp Zanuff         | Não               | Sim                 |
| Fanny                | Sim               | Sim                 |
| Faust/Dr. Baldhead   | Não               | Sim                 |
| Jam Kuradoberi       | Sim               | Sim                 |
| Johnny               | Não               | Sim                 |
| Ky Kiske             | Sim               | Sim                 |
| May                  | Sim               | Sim                 |
| Millia Rage          | Sim               | Sim                 |
| Potemkin             | Sim               | Sim                 |
| Sol Badguy           | Sim               | Sim                 |
| Testament            | Não               | Sim                 |
| Venom                | Não               | Sim                 |
| Zato-1               | Não               | Sim                 |

### PersonagensGolden
Os personagens secretos GG (ou "Golden") são versões douradas de personagens selecionáveis do jogo. Os quatro disponíveis são GGMillia, GGKy, GGSol e GGMay.

## Recepção na mídia
Os usuários da GameSpot deram uma nota de 8,1/10 para o jogo, 6 décimos a mais do que no primeiro jogo.